# Anna Balletbò
Anna Balletbò i Puig, née le 15 décembre 1943 à Santpedor, est une journaliste et femme politique catalane (Espagne), défendant les Droits humains.

## Biographie
Elle est députée aux Cortes Generales, élue de 1979 jusqu'en 2000. Elle est membre du Parti socialiste catalan. Lors du coup d'État du 23 février 1981, elle a été la seule prisonnière libérée par les assaillants dans l'hémicycle car elle était enceinte.
Elle est membre de la Commission des Nations unies sur la gouvernance mondiale et présidente de la Fondation internationale Olof Palme. Elle participe au comité de parrainage du Tribunal Russell sur la Palestine dont les travaux ont été présentés le 4 mars 2009.
En 2006 elle reçoit la Creu de Sant Jordi, distinction décernée par la Généralité de Catalogne.

## Œuvre
- (ca) Maria Aurèlia Capmany, Magda Oranich, Anna Balletbò, Maria Rosa Prats, Isabel-Clara Simó : Dona i societat en la Catalunya actual, 1978, edicions 62,  (ISBN 8429714065)
- (ca) Mercè Sala, Xavier Febrés, Anna Balletbò : Mercè Sala, Anna Balletbò 1988, Ajuntament,  (ISBN 84-7609-238-5)
- (es) Una mujer en la transición : confesiones en la trastienda, 2004, Flor Del Viento,  (ISBN 8489644934)